# ورقة الإجابة البصرية

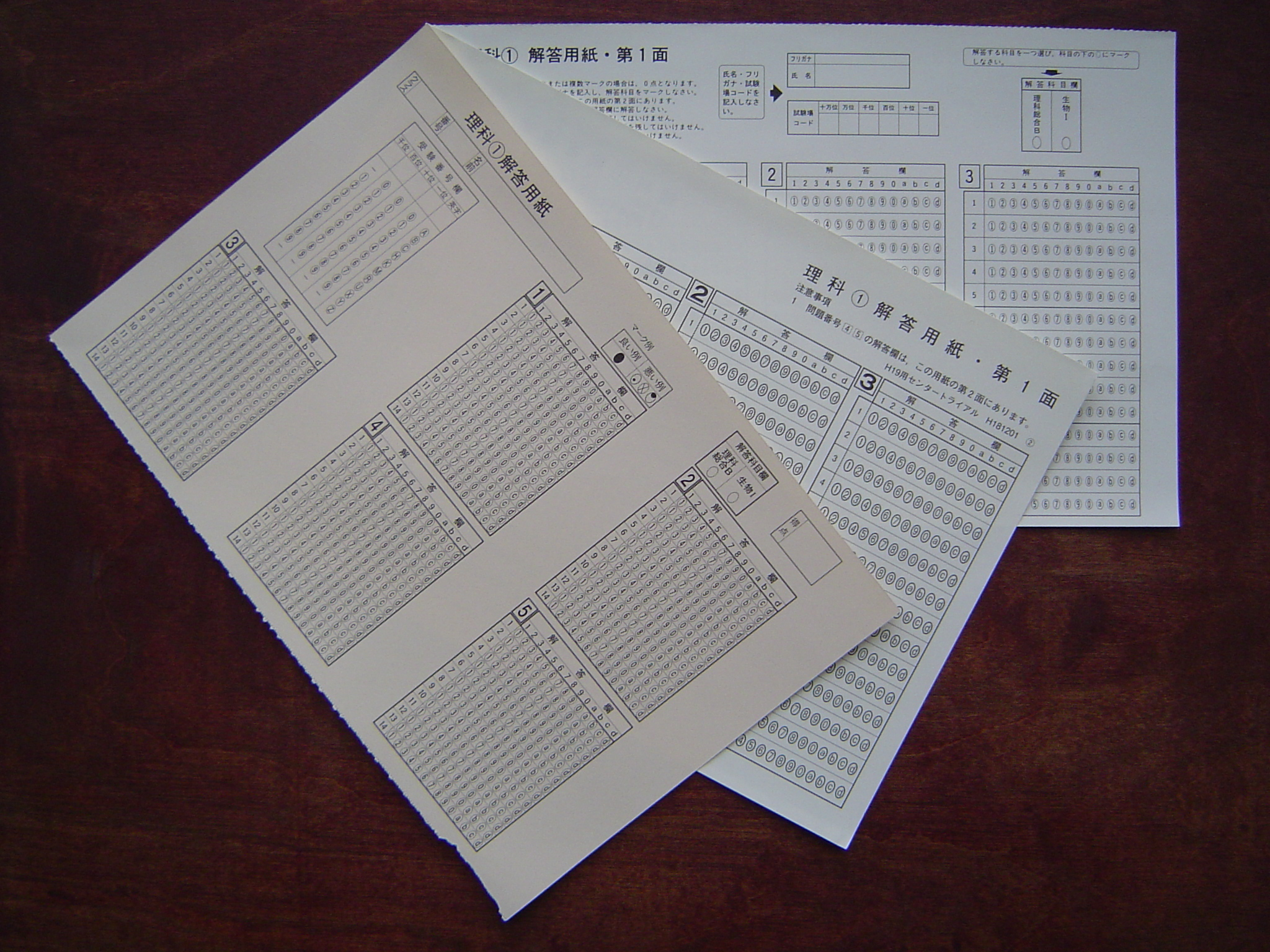

تعد ورقة الإجابة البصرية أو «ورقة الدوائر» هي نوعًا خاصًا من الاستمارات تستخدم في اختبارات الاختيار من متعدد. ويستخدم التمييز البصري للعلامات في اكتشاف الإجابات. وتعتبر أشهر شركة في مجال أوراق الإجابة البصرية في الولايات المتحدة هي شركة سكانترون "Scantron Corporation"، على الرغم من وجود استخدامات معينة تتطلب نظامًا خاصًا بها مخصصًا حسب الطلب. لقد أصبح مصطلح «ورقة الإجابة البصرية» وكلمة «سكانترون» قابلين للتبادل إلى حدٍ ما.
عادةً ما يوجد بأوراق الإجابة البصرية مجموعة من الأشكال البيضاوية الفارغة أو المربعات التي تتوافق مع كل سؤال، وغالبًا ما تكون في ورق منفصل. وقد تتميز الصفحة بالشفرة الخيطية حتى تتم المعالجة الأتوماتيكية، وتشير كل مجموعة من الأشكال البيضاوية التي يتم ملؤها إلى قيمة معينة عند قراءتها. وبهذه الطريقة يمكن تسجيل إجابات الطلاب رقميًا، أو بحسب هويتهم.

## كتابات أخرى
تمت قراءة أولى أوراق الإجابة البصرية من خلال تسليط الضوء من خلال الورقة وقياس كم الضوء المحجوب باستخدام صمام ضوئي على الجانب الآخر. وبما أن بعض الصمامات الضوئية حساسة للنهاية الزرقاء للطيف المرئي،  فلا يمكن استخدام الأقلام الزرقاء، حيث إن الحبر الأزرق يعكس الضوء الأزرق وينفذ منه. ولهذا، كان يجب استخدام الأقلام الرصاص لملء دوائر - الغرافيت، وهي مادة أكثر عتامة تمتص أو تعكس معظم الضوء الذي يصطدم بها.
تتم قراءة أوراق الإجابة البصرية الحديثة على أساس الضوء المنعكس، مع قياس الضوء والظلام. وهي ليست بحاجة ليتم ملؤها بالأقلام الرصاص، ومع ذلك يوصى باستخدامها عن الأنواع الأخرى نظرًا للعلامات الأخف التي تخلفها الدرجات الأعلى والبقع من أنواع أخرى. وتتم قراءة الحبر الأسود، على الرغم من أن العديد من الأنظمة تتجاهل العلامات ذات اللون نفسه المطبوعة في الاستمارة. مما يسمح بأن تكون أوراق الإجابة البصرية ذات وجهين، لأن العلامات الموجودة على الوجه المقابل لن تتداخل مع القراءات المنعكسة بقدر القراءات المعتمة.
تستوعب معظم الأنظمة الخطأ البشري في ملء الأشكال البيضاوية بشكلٍ غير دقيق، طالما أنها لا تصل إلى الأشكال الأخرى، وأن الشكل شبه مملوء بالكامل.

## الأخطاء
من الممكن طباعة أوراق الإجابة البصرية بشكل غير صحيح، وفي هذه الحالة، ستتم قراءة جميع الأشكال على أنها مملوءة. ويحدث هذا إذا كان الإطار الخاص بالأشكال سميكًا للغاية، أو غير منتظم. أثناء انتخابات الرئاسة الأمريكية 2008، حدث ذلك لأكثر من 19000 اقتراع غيابي في جورجيا بمقاطعة غوينيت، وتم اكتشافها بعد إرجاع 10000 منها. لم يكن الاختلاف الطفيف واضحًا للعين المجردة، ولم يتم اكتشافه حتى تم اختبار العمل في أواخر أكتوبر. ويتطلب هذا إعادة طباعة جميع أوراق الاقتراع بشكلٍ صحيح، من قبل العمال المفصولين من مفوضية الانتخابات، تحت رصد شديد من قبل أعضاء الحزب الديمقراطي والحزب الجمهوري (وليس أي طرف ثالث) والأحزاب السياسية، ونواب الشريف في المقاطعات. وبموجب القانون، لا يمكن النقل حتى يوم الانتخابات (4 نوفمبر).